# Карл-Ерік Гольмберг
Карл-Ерік Гольмберг (швед. Carl-Erik Holmberg, нар. 17 липня 1906, Гетеборг — пом. 5 червня 1991, Гетеборг) — шведський футболіст, що грав на позиції нападника.
Виступав, зокрема, за клуб «Ергрюте», а також національну збірну Швеції.

## Клубна кар'єра
У дорослому футболі дебютував 1924 року виступами за команду клубу «Ергрюте», кольори якої і захищав протягом усієї своєї кар'єри гравця, що тривала цілих шістнадцять років. Двічі ставав чемпіоном Швеції, тричі — найкращим бомбардиром національної першості.
Помер 5 червня 1991 року на 85-му році життя у місті Гетеборг.

## Виступи за збірну
1926 року дебютував в офіційних матчах у складі національної збірної Швеції. Протягом кар'єри у національній команді, яка тривала 9 років, провів у формі головної команди країни лише 14 матчів, забивши 8 голів.
У складі збірної був учасником чемпіонату світу 1934 року в Італії.

## Титули і досягнення

### Командні
- Чемпіон Швеції (2):

«Ергрюте»:  1925-1926, 1927-1928

### Особисті
- Найкращий бомбардир чемпіонату Швеції (3):

1925-1926 (29 голів), 1927-1928 (27 голів), 1931-1932 (29 голів)